# The Communist

The Communist (anciennement Socialist Appeal) est un journal marxiste britannique fondé par Ted Grant et Alan Woods après leur exclusion de la Militant tendency. The Communist est une publication du Revolutionary Communist Party, section britannique de la Tendance marxiste internationale (TMI).

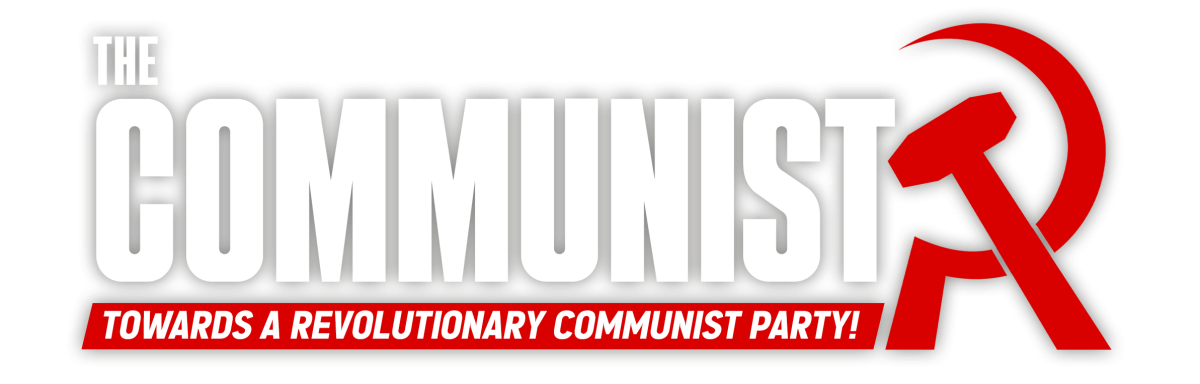
Logo de The Communist

Le journal se réclame de l'héritage de Marx, Engels, Lénine et Trotsky et se donne pour objectif de diffuser leurs théories au sein du mouvement ouvrier.